# Carl Friedrich Benz
Carl Friedrich Benz (Karl Friedrich Michael Benz), nemški inženir in pionir avtomobilske industrije, * 25. november 1844, Mühlburg, danes del Karlsruheja, Baden-Württemberg, Nemčija, † 4. april 1929, Ladenburg, Baden-Württemberg, Nemčija. Njegov Benz Patent-Motorwagen Nummer 1 iz leta 1885 velja za prvi moderni avtomobil. Po njem se imenuje najbolj razširjeno gorivo v avtomobilizmu - bencin.

## Življenje
Carl Benz se je rodil kot Karl Friedrich Michael Wailend 25. novembra leta 1844 na Rheinstraße 22, v današnji karlsruški mestni četrti Mühlburg, kot nezakonski otrok karlsruhške služkinje Josephine Vaillant in Johana Georga Benza, leta 1809 v Kraju Pfaffenrot rojenega strojevodje. Benz izhaja iz družine, ki se je že več generacij ukvarjala s kovaštvom. Visoko noseči Josephini Vaillant je prenočišče pomagal priskrbeti družinski sorodnik Karl Axtmann (prababica Carla Benza po očetovi strani je bila rojena Axtmann), po poklicu čevljarski mojster. Namestil jo je v sobi gostilne Michalea Kramerja, kjer je bil kasneje rojen Carl Benz. Kramerjeva gostilna je pozneje dobila ime "Mesto Karlsruhe" (Stadt Karlsruhe).  
Po poroki svojih staršev, v katoliški mestni cerkvi "Svetega Štefana" (St. Stephan) 16. novembra 1845, se je Karl Friedrich Michael Vaillant preimenoval v Karla Michaela Benza, vendar pa je kasneje še enkrat spremenil svoje ime v Carl Friedrich Benz.
Josephina in Johann Georg Benz sta se s svojim otrokom po poroki preselila v Karlsruhe na Ebrprinzenstraße 13. Johann Georg je bil zaposlen kot strojevodja pri badenskih železnicah. Zaradi odprte strojevodjeve kabine v parni lokomotivi je zbolel za pljučnico, zaradi katere je potem poleti leta 1846, skoraj dve leti po rojstvu svojega sina Carla, umrl. Da bi vdova Johanna Georga lahko financirala sinov študij, je v Kalrsruheju študentom tehniške visoke šole oddajala stanovanje in skrbela za njihovo prehrano. 
Že zelo zgodaj je kazal zanimanje za tehnologijo in znanost. Od leta 1853 je Carl obiskoval naravoslovno usmerjeni licej. 30. septembra leta 1860 je takrat 15-letni Carl Friedrich uspešno prestal sprejemni izpit na tehniški visoki šoli v Karlsruheju. 9. julija 1864, 4 leta pozneje, je uspešno zaključil šolanje. Po končanem študiju je še nekaj časa opravljal prakso v strojni industriji. 20 julija 1872 se je poročil z Bertho Ringer. V zakonu se jima je rodilo 5 otrok: Eugen (* 1. maj 1873), Richard (* 21. oktober 1874, † 19. september 1955), Klara (* 1. avgust 1877), Thilde (* 2. februar 1882) in Ellen (*16. marec 1890). 
1. avgusta leta 1888 je nadvojvodski badski okrajni urad Carlu Benzu, na osnovi ženine prve daljše vožnje z avtomobilom, izdal prvi vozniški izpit na svetu. 
Nemški inženir strojništva velja skupaj z ženo Bertho Benz, ki je skrbela predvsem za finančno podporo, za pionirja avtomobilske industrije. 25. novembra leta 1914 je Tehniška visoka šola Karlsruhe Carlu Friedrichu Benzu podelila častni doktorski naziv.
Carl Benz je za posledicami bronhitisa umrl 4. aprila leta 1929, v 84. letu starosti, v Ladenburgu, kjer še danes stoji njegov grob.

## Benzova podjetja
Carl Benz je leta 1871 v Mannheimu s sredstvi Berthe Benz ustanovil Livarno in mehanično delavnico, ki jo je kasneje preimenoval v Tovarno strojev za obdelovanje pločevine. Drag razvoj je pripeljal do tega, da je njegova domača banka leta 1882 zahtevala preimenovanje podjetja v delniško družbo. Istočasno se je spremenilo tudi ime podjetja in sicer v Tovarno plinskih motorjev v Mannheimu. Plinski motor namesto klasičnega tekočega goriva, kot sta npr. bencin ali dizel, uporablja različne vrste plina: zemeljski, lesni. V nadzornem svetu novonastale družbe pa je konstruktor našel malo razumevanja za svoje vizije. 
Benz je nato zapustil podjetje in leta 1883 ustanovil novo podjetje Benz & Cie. Rheinische Gasmotorenfabrik Mannheim. Od leta 1899 dalje je podjetje delovalo kot delniška družba. Leta 1900 pa je postalo največja avtomobilska tovarna na svetu. Leta 1903 je Benz svoje podjetje jezen zapustil. 
Leta 1906 je po izločitvi njegovega najemniškega časa v delniški družbi skupaj s sinom Eugenom v Ladenburgu ustanovil podjetje Carl Benz Söhne, ki se je usmerilo v proizvodnjo avtomobilov. Leta 1908 se jima je kot solastnik pridružil tudi drugi sin Richard. V teh bivših prostorih tovarne se danes nahaja avtomobilski muzej dr. Carla Benza.
Konkurenčni Benzov konstruktor Gottlieb Daimler, ki je skupaj s svojim prijateljem Wilhelmom Maybachom že leta 1885 v takratnem Cannstaatu (danes Bad Cannstaat, okraj mesta Stuttgart) razvil prvo, še z opornimi kolesi vozno motorno kolo, je uspešno tožil Benzovo podjetje zaradi kršenja patenta vžigalne cevi. Tako imenovana vžigalna cev se je uporabljala za vžig motorja. Čeprav je moral Daimler leta 1896 sam pripotovati v Mannheim zaradi naroka sodišča, pa se z Benzom nikoli nista osebno spoznala. Tudi ko sta se leta 1897 ob ustanovitvi Srednjeevropske avtomobilistične zveze ponovno srečala, nista spregovorila drug z drugim. Leta 1900 je Gottlieb Daimler umrl. Leta 1926 sta se Benzovo podjetje Benz & Cie. Rheinische Gasmotorenfabrik Mannheim in Daimlerjevo podjetje Daimler-Motoren-Gesellschaft združila v Daimler-Benz AG.

## Tehnični dosežki
Leta 1878/79 je Carl Benz razvil brezkompresijski dvotaktni motor z notranjim zgorevanjem. Priredil je 4-taktni motor z notranjim zgorevanjem (bencinski motor), ki ga je kasneje vgradil v trikolesno vozilo.Benz je naprej razvijal diferencialni pogon in ostale elemente za motorna vozila, kot na primer premnik, vžigalne svečke, translacijo jermena kot sklopko, uplinjač, vodni hladilnik in prestavljanje. 
Leta 1885 je izdelal prvi avto na bencin, trikolesno vozilo (patent se je imenoval Tricycle) z motorjem na notranje zgorevanje in električnim vžigom. Prva otvoritvena vožnja z avtomobilom je uspela 3. julija istega leta v Mannheimu, kar je Bertha Benz še enkrat pisno potrdila leta 1941. Vozilo je imelo 1 valj, 0.8 PS (0.6 KW), najvišja hitrost je znašala 16 km/h, doseglo pa jo je pri 436 obratih/min. 29. januarja leta 1886 je Carl Friedrich Benz pri državnem patentnem uradu pod številko 37435 prijavil to vozilo in se s cesarskim patentom vpisal v industrijsko zgodovino. V javnosti pa je Carl Benz za svoje delo požel predvsem veliko posmeha. V smehu so mu pravili "voz brez konj". Po drugi strani pa je Generalni vestnik mesta Mannheim leta 1886 menil, da bo ta voz imel pred seboj še lepo prihodnost", ker se ga "lahko brez velikih težav uporablja in ker bi pri najvišji hitrosti postal najcenejše prevozno sredstvo poslovnežev, eventualno pa tudi turistov." Carl Friedrich Benz je bil podobnega mnenja, zato je svoja vozila stalno izboljševal. 
Bertha Benz je leta 1888 s svojima sinovoma Eugenom in Richardom opravila prvo daljšo vožnjo iz Mannheima do Pforzheima (približno 104km), kamor je prišla po 12 urah in 57 minutah. Na to pot danes spominja spominska pot Berthe Benz. Mestna lekarna v kraju Wiesloch je postala prva bencinska črpalka na svetu. Tamkajšnji lekarnar je namreč njihovo prevozno sredstvo oskrbel s petrolejem, ki ga je avto uporabljal kot gorivo. 
Carl Benz je pozneje pisal v življenjskih spominih: "Samo nekdo poleg mene je še vztrajal v teh dneh na tej življenjski poti, ko se je propad zdel neizbežen, in to je bila moja žena. Srčna in pogumna je dvignila jadro novemu upanju naproti." 
Zaradi udeležbe na Münchenski razstavi pogonskih in delovnih strojev leta 1888 je vozilo novega tipa ("popolno nadomestilo za voz s konji!") postalo poznano tudi izven meja Nemčije, vendar pa so bili potencialni kupci najprej skeptični. Leta 1889 so bili na pariški svetovni razstavi predstavljeni novi Benzovi modeli. V Franciji, ki je takrat imela najboljše ceste, se je število avtomobilov začelo večati.

## Karl ali Carl?
Način zapisa Benzovega imena še danes povzroča zmedo. Medtem ko neko mesto poimenuje trg po Karlu Benzu, si sosednja občina za naziv šole izbere ime Carl Benz. Pravzaprav pa je avtomobilski pionir sam poskrbel za pravopisno zmešnjavo. V rojstni matični knjigi mesta Mühlburg je pod 25. novembrom 1844 vpisan kot Karl Friedrich Michael. Leta 1860 se je na tehnični visoki šoli lastnoročno podpisal kot Karl Benz. Na njegovi patentni listini iz leta 1880 je vpisan kot Karl Benz zu Mannheim. Konec 19. stoletja pa je postal moderen francoski način zapisa nemških imen, Karlsruhe se je tako preimenoval v Carlsruhe in Karl Benz se je od takrat dalje večinoma podpisoval kot Carl Benz. Naslednja patentna listina iz leta 1882 je izdana na ime Carl Benz in Mannheim, prav tako pa se je tudi njegovo podjetje zapisovalo s črko c in sicer Carl Benz Söhne KG.
Za današnjo uporabo obeh različic obstaja torej veliko dobrih razlogov. Daimler AG uporablja način zapisa s črko c. Poleti leta 2010 so se pri podjetju Mercedes-Benz Classic odločili ta način zapisa uvesti v celoten koncern. Navsezadnje tudi splošni deželni arhiv v kraju Karlsruhe zaradi zapisa imena s črko c v krstno knjigo priznava kot ustrezno prav to verzijo zapisa. Leta 2007 so na Univerzi v Karlsruheju za angleško dodiplomsko študijsko smer strojništva uvedli ime "Šola Carla Benza" (Carl Benz School).